# فيرن هنت
فيرن هنت (بالإنجليزية: Fern Hunt)‏ هي رياضياتية أمريكية، ولدت في 1948 في نيويورك في الولايات المتحدة.